# Вул, Роберт
Роберт Вул (англ. Robert Wuhl; род. 9 октября 1951) — американский актёр, комик и сценарист. Наиболее известен как создатель и звезда комедийного сериала
«Арлисс» (1996—2002) и исполнитель роли Александра Нокса в фильме Тима Бёртона «Бэтмен».

## Ранние годы
Вул родился в городе Юнион, Нью Джерси, в еврейской семье. Окончив местную школу, Вул поступил в Хьюстонский университет, где он играл в театре.

## Карьера
После первой роли в кино — главной роли в фильме 1980 года «Голливудские рыцари», где его партнёрами были Тони Данца и Мишель Пфайффер — последовала маленькая роль в фильме «Танец-вспышка». Вул снялся в таких фильмах, как «Дархэмский бык» с Кевином Костнером, «Бэтмен» Тима Бёртона (в роли репортёра Александра Нокса), «Недостающие части» с Эриком Айдлом, «Азартная игра» c Ником Нолте и «Кобб» с Томми Ли Джонсом.
Вместе с Китом Кэррадайном появился в музыкальном видео 1985 года Material Girl.
В 1992 году появился в фильме «Телохранитель» в роли ведущего премии Оскар. В реальной жизни он получил премию «Эмми» как сценарист церемоний «Оскар», проходивших в 1990 и 1991 годах (совместно с Билли Кристалом).
С 1996 по 2002 год играл в сериале HBO «Арлисс» заглавного персонажа — спортивного агента. Сериал был примечателен тем, что в нём в ролях камео снялось множество известных спортсменов, среди них Катарина Витт, Шакил О’Нил, Марион Джонс.
В 2015, 2017 и 2019 годах Вул сыграл самого себя в мультсериале «Американский папаша!».
В 2020 году снова сыграл Александра Нокса в кроссовере во «Вселенной „Стрелы“», появившись в эпизоде сериала «Супергёрл».